# Маунт-Рейнір (національний парк)
Національний парк «Маунт-Рейнір» (англ. Mount Rainier National Park) — національний парк США, розташований у південно-східній частині округу Пієрс і північно-західній частині округу Льюїс у штаті Вашингтон. Парк засновано 2 березня 1899 року, п'ятим по рахунку в Сполучених Штатах.
Площа парку становить 953,5 кв.км. На території парку розташований стратовулкан Рейнір висотою 4392 м: Маунтр-Рейнір — найвища точка в Каскадних горах — навколо неї розкинулись долини, водоспади, субальпійські квітучі луки, старі ліси і більше 26 льодовиків. Вулкан часто покритий хмарами, велика кількість опадів часто викликає руйнівні повені.

## Клімат
Парк знаходиться у зоні, котра характеризується середземноморським кліматом. Найтепліший місяць — липень із середньою температурою 16 °C (60.8 °F). Найхолодніший місяць — січень, із середньою температурою -1.1 °С (30.1 °F).
| Клімат парку Маунт-Рейнір (на висоті 1 км) | Клімат парку Маунт-Рейнір (на висоті 1 км) | Клімат парку Маунт-Рейнір (на висоті 1 км) | Клімат парку Маунт-Рейнір (на висоті 1 км) | Клімат парку Маунт-Рейнір (на висоті 1 км) | Клімат парку Маунт-Рейнір (на висоті 1 км) | Клімат парку Маунт-Рейнір (на висоті 1 км) | Клімат парку Маунт-Рейнір (на висоті 1 км) | Клімат парку Маунт-Рейнір (на висоті 1 км) | Клімат парку Маунт-Рейнір (на висоті 1 км) | Клімат парку Маунт-Рейнір (на висоті 1 км) | Клімат парку Маунт-Рейнір (на висоті 1 км) | Клімат парку Маунт-Рейнір (на висоті 1 км) | Клімат парку Маунт-Рейнір (на висоті 1 км) |
| Показник                                   | Січ.                                       | Лют.                                       | Бер.                                       | Квіт.                                      | Трав.                                      | Черв.                                      | Лип.                                       | Серп.                                      | Вер.                                       | Жовт.                                      | Лист.                                      | Груд.                                      | Рік                                        |
| Абсолютний максимум, °C                    | 19,4                                       | 20,6                                       | 22,8                                       | 29,4                                       | 35                                         | 36,7                                       | 40,6                                       | 38,3                                       | 36,1                                       | 31,1                                       | 22,2                                       | 15,6                                       | 40,6                                       |
| Середній максимум, °C                      | 1,9                                        | 4,3                                        | 6,6                                        | 10,6                                       | 15,6                                       | 19,2                                       | 23,7                                       | 23,3                                       | 19,8                                       | 13,5                                       | 6,4                                        | 3                                          | 12,3                                       |
| Середня температура, °C                    | −1,1                                       | 0,6                                        | 2,2                                        | 5,1                                        | 9,1                                        | 12,6                                       | 16                                         | 15,8                                       | 13                                         | 8,2                                        | 2,9                                        | 0,2                                        | 7,1                                        |
| Середній мінімум, °C                       | −4                                         | −3                                         | −2,2                                       | −0,4                                       | 2,6                                        | 5,9                                        | 8,3                                        | 8,3                                        | 6,2                                        | 2,9                                        | −0,6                                       | −2,6                                       | 1,8                                        |
| Абсолютний мінімум, °C                     | −22,8                                      | −22,2                                      | −18,3                                      | −11,1                                      | −6,1                                       | −2,2                                       | 0,6                                        | 0,6                                        | −4,4                                       | −8,9                                       | −19,4                                      | −21,7                                      | −22,8                                      |
| Норма опадів, мм                           | 310                                        | 220                                        | 200                                        | 130                                        | 100                                        | 90                                         | 30                                         | 50                                         | 100                                        | 200                                        | 280                                        | 340                                        | 2100                                       |
| Днів з опадами                             | 21                                         | 17                                         | 19                                         | 16                                         | 15                                         | 12                                         | 6                                          | 8                                          | 11                                         | 15                                         | 19                                         | 21                                         | 180                                        |
| ------------------------------------------ | ------------------------------------------ | ------------------------------------------ | ------------------------------------------ | ------------------------------------------ | ------------------------------------------ | ------------------------------------------ | ------------------------------------------ | ------------------------------------------ | ------------------------------------------ | ------------------------------------------ | ------------------------------------------ | ------------------------------------------ | ------------------------------------------ |
| Джерело: Weatherbase                       |                                            |                                            |                                            |                                            |                                            |                                            |                                            |                                            |                                            |                                            |                                            |                                            |                                            |